# 古川治 (教育者)
古川 治（ふるかわ おさむ、1948年 - ）は、教育者・教育学者。

## 人物・来歴
大阪府豊中市生まれ。1972年桃山学院大学社会学部卒業、大阪府箕面市立箕面小学校教諭、1984年箕面市教育委員会指導主事。箕面市教育センター所長、箕面市立豊中川小学校長、箕面市立止々呂美中学校長、東大阪大学助教授、教授、2010年甲南大学教職教育センター特任教授。2019年桃山学院教育大学人間教育学部客員教授。

## 著書
- 『自己評価活動が学校を変える』明治図書出版、2002.9
- 『過渡期の時代の学校 学校改革へのメッセージ』日本教育新聞社, 2004.7
- 『ブルームと梶田理論に学ぶ 戦後日本の教育評価論のあゆみ』ミネルヴァ書房, 2017.3

### 共編著
- 『新しい学力観に立つ評価のあり方 個性を育てる通知表』梶田叡一共編著. 東京書籍, 1995.10
- 『これからのティーム・ティーチング 授業をかえる・学校をかえる』梶田叡一 監修,浅田匡共編著. 東京書籍, 1997.12
- 『ティームティーチングの教育技術』 (授業への挑戦）浅田匡共編著. 明治図書出版, 1998.7
- 『総合的な学習を生かす評価 ポイント解説』佐藤真共編著. ぎょうせい, 2002.7
- 『解説と記入方法Q&A 小学校児童指導要録』 (指導資料 編著, 総合初等教育研究所企画・編集, 梶田叡一 監修. 文溪堂, 2010.12
- 『学校と保護者の関係づくりをめざすクレーム問題 セカンドステージの保護者からのクレーム対応』編著. 教育出版, 2013.4
- 『教職に関する基礎知識』今西幸蔵,矢野裕俊共編著. 八千代出版, 2013.4
- 『通知表所見の文例&ポイント解説 子どもの成長をしっかり伝える 小学校』梶田叡一共編著. 学陽書房, 2013-14
- 『保育者・小学校教諭・特別支援学校教諭のための教職論』戸江茂博監修, 田中卓也,松村齋, 川島民子共編著. 北大路書房, 2014.12
- 『中学校通知表の所見文例集 評価のポイント解説付き』梶田叡一共編著. 学陽書房, 2015.6
- 『教職をめざす人のための教育課程論』矢野裕俊,前迫孝憲共編著. 北大路書房, 2015.9
- 『教師のための教育法規・教育行政入門』今西幸蔵,五百住満共編著. ミネルヴァ書房, 2018.3
- 『子ども・保護者にしっかり伝わる通知表所見文例と書き方』梶田叡一 監修, 陸奥田維彦共編著. 学陽書房, 2019.12
- 『シリーズ・人間教育の探究』全5巻 梶田叡一,浅田匡共監修. ミネルヴァ書房, 2020-21
- 『2019年改訂新小学校児童指導要録解説と記入方法Q&A』梶田叡一監修, 南山晃生共編著, ぶんけい教育研究所 企画・編集. 文溪堂, 2020.2
- 『2019年改訂新小学校児童指導要録記入文例集 通知表作成にも使える!』梶田叡一監修, 南山晃生,教育評価研究会共編著, ぶんけい教育研究所 企画・編集. 文溪堂, 2020.2
- 『中学校通知表文例集 信頼される所見文はココが違う!』梶田叡一監修,杉浦治之共編著. 学陽書房, 2021.8